# Carvão ativado

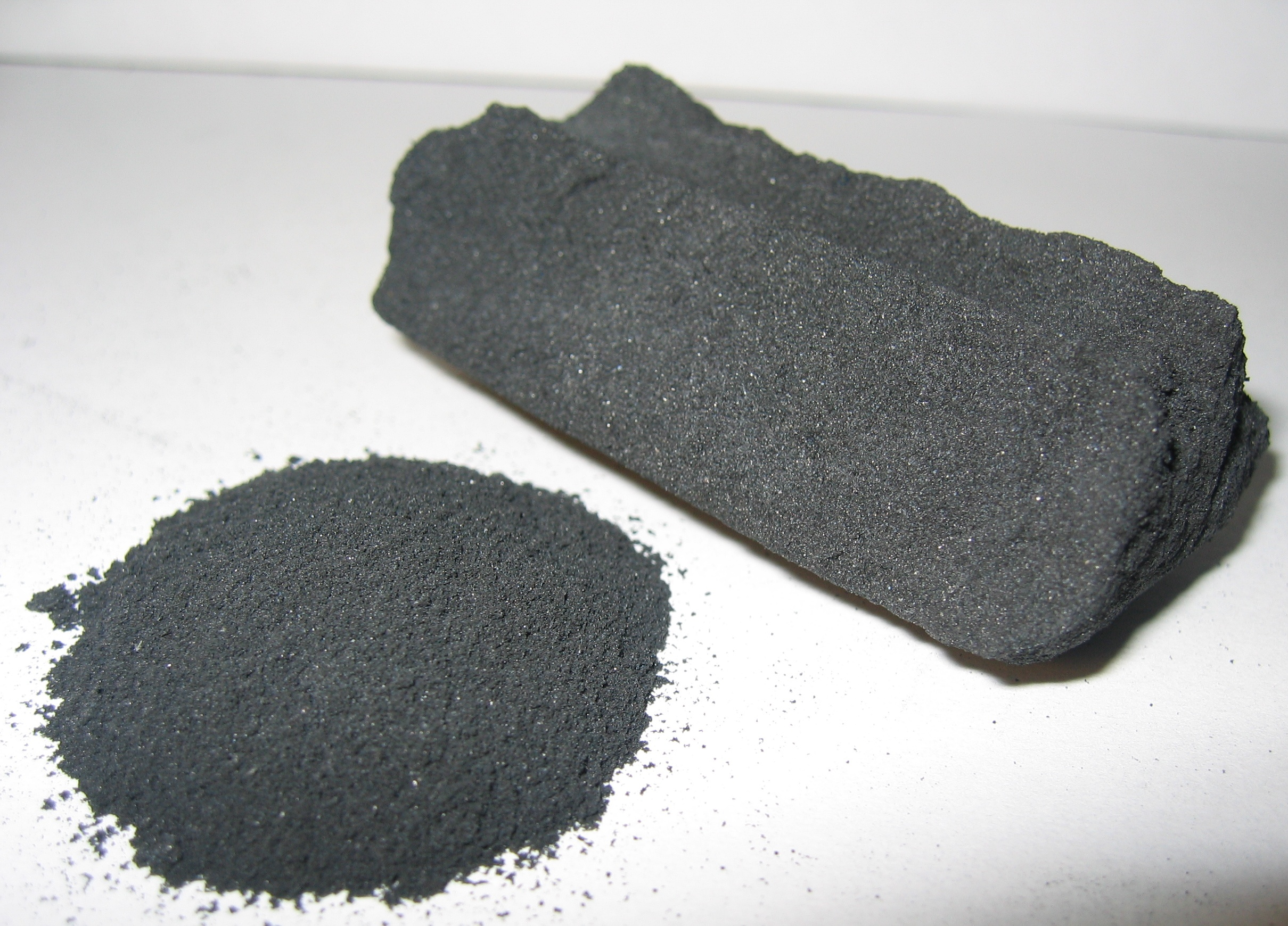
Carvão ativado.

O carvão ativado é um material de carbono com uma porosidade bastante desenvolvida, apresentando assim a capacidade de coletar seletivamente gases, líquidos ou impurezas no interior dos seus poros. Desta forma, o carvão ativado é dotado de excelente poder de clarificação, desodorização e purificação de diversos tipos de líquidos e gases.
Este tipo de carvão é obtido a partir da queima controlada com baixo teor de oxigênio de certas madeiras, a uma temperatura variando entre 800 °C a 1 000 °C, tomando-se o cuidado de evitar que ocorra a queima total do material de forma a manter sua porosidade. O carvão ativado pode ser feito a partir de cascas de coco, mas também de restos de cortiça, material muito poroso, com características excelentes no campo da filtração, desodorização e remoção de radioativos e tóxicos. Também é possível produzir carvão ativado a partir da queima de ossos bovinos em altas temperaturas, sendo este também chamado carvão de osso ou negro animal.
Os usos mais comuns para o carvão ativado são a elaboração de filtros para adsorção de gases e no tratamento de águas, onde o carvão se destaca por reter nos seus poros impurezas e elementos poluentes. É utilizado em diversos ramos das indústrias química, alimentícia e farmacêutica, da medicina e em sistemas de filtragem, bem como no tratamento de efluentes e gases tóxicos resultantes de processos industriais.

## Aplicações domésticas
Artefatos impregnados com carvão ativado são utilizados para evitar que geladeiras e congeladores emitam odores derivados dos alimentos ali estocados. Filtros à base dessa forma de carvão também são utilizados para purificação da água que chega às residências pelas torneiras, uma vez que seus poros retém qualquer traço de partículas e moléculas grandes que causem coloração, sabores ou odores estranho nessa água. O uso em sistemas de filtragem de ágia em aquários também é bastante comum.
Em todos os casos citados, o carvão ativado deve ser substituído periodicamente, tendo em vista que seus poros acabam se impregnando com as impurezas retiradas do ar ou água, o que faz com que gradativamente, esses filtros percam a eficiência.

## Aplicações médicas
O carvão activado tem sido usado em casos de intoxicações por algumas substâncias. Entretanto, não há evidências de que tenha efeito positivo. Em particular, não é eficaz contra ácidos ou bases fortes, ferro, lítio, arsênio, metanol, etanol ou etileno glicol. Em um estudo controlado de intoxicação aguda por pesticidas e semente de oleandro-amarelo, a administração de carvão ativado não afetou a taxa de sobrevivência dos pacientes.
Em tese, o carvão ativado adsorve a substância tóxica e diminui a quantidade disponível para absorção pelo sistema digestivo. Os seus efeitos colaterais são mínimos. As substâncias tóxicas adsorvidas nos poros são eliminadas com o carvão através das fezes.

### Histórico do uso medicinal
O uso terapêutico do carvão já era descrito por diversos povos da antiguidade, como egípcios e  gregos. Seus efeitos no combate à intoxicação também eram conhecidos pelos índios americanos. No Século XIX apareceram os primeiros relatos de experimentações em público, demonstrando a sua capacidade na neutralização de venenos potencialmente letais.[carece de fontes?]
Em uma demonstração pública, o farmacêutico francês Gabriel Bertrand ingeriu 5 gramas de trióxido de arsênio, quantidade suficientemente elevada para causar a morte de 150 pessoas. Surpreendentemente a substância não lhe causou problemas, pois havia misturado o arsênio a uma porção de carvão ativado, neutralizando os efeitos tóxicos do arsênio.[carece de fontes?]

## Aplicações zootécnicas e veterinárias
O carvão ativado é utilizado como adsorvente na formulação de produtos destinados à alimentação animal, dada a sua capacidade de ligação com toxinas, carreando-as para sua eliminação pelas fezes, diminuindo parcial ou totalmente sua absorção pelo trato digestório.
Nesta qualidade, é classificado como aditivo tecnológico pela Instrução Normativa 13/2004 do Ministério da Agricultura, Pecuária e Abastecimento.

## Transporte

### Legislação brasileira
O carvão ativado é classificado como sólido inflamável de combustão espontânea. Recebe o código das Nações Unidas - UN 1 362, Classe 4, Divisão 4.2, sendo portanto um produto perigoso para o transporte. O expedidor ou embarcador desse tipo de produto deverá cumprir com as regras estabelecidas para o seu transporte, em especial o Orange Book da ONU para o transporte terrestre, o IMDG Code da IMO para o transporte marítimo e o DOC 9 284 da ICAO para o transporte aéreo. Para cada modal de transporte há um conjunto de regras que devem ser seguidas antes do envio do produto para transporte.
É de responsabilidade do transportador verificar se o produto pode ou não ser transportado, quais são as limitações para o modal escolhido, estabelecer sua classificação, utilizar embalagem certificada/homologada, utilizar a etiqueta de risco compatível para a classe e divisão do produto, documentar e armazenar em condições seguras.
Pelas regras brasileiras, quem submete um produto perigoso para transporte, sem dar conhecimento ou realizar falsa declaração de conteúdo ao transportador, está passível de responder criminalmente com base no Artigo 261 do Código Penal Brasileiro.
No Brasil, os Órgãos Públicos responsáveis e suas respectivas regras de transporte para cada modal são:
- Para o Transporte terrestre (Rodoviário e Ferroviário):
  - Agência Nacional de Transporte Terrestre - ANTT - www.antt.gov.br - Resolução 420/2006 - ANTT.
  - Instituto Nacional de Metrologia, Normalização e Qualidade Industrial - INMETRO - www.inmetro.gov.br (responsável por estabelecer regras para certificação de embalagens para o transporte terrestre de produtos perigosos)- Portarias 326/2006 e 071/2008 - INMETRO
- Para o Transporte aéreo:
  - Agência Nacional de Aviação Civil - ANAC - www.anac.gov.br - RBAC 175 e IS 175-001/2009 - ANAC.
- Para o Transporte marítimo (Mar e Rios):
  - Diretoria de Portos e Costas - DPC - www.dpc.mar.mil.br - NORMAM 005 - DPC.